# Max Valentin (Politiker)

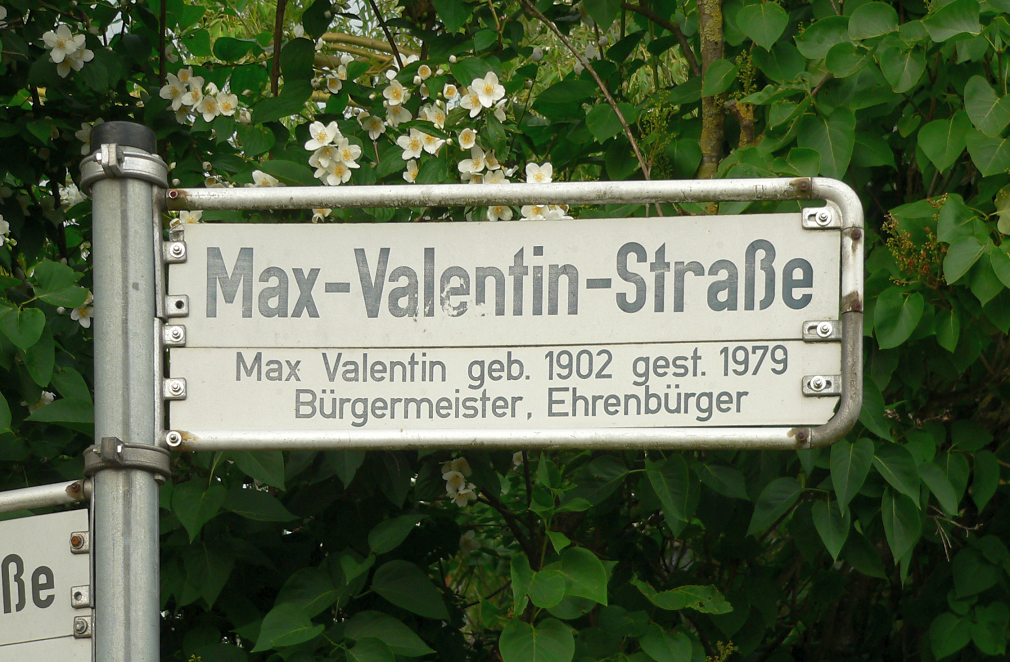
Nach ihm benannte Straße in Vorsfelde

Max Valentin (* 30. September 1902 in Vorsfelde; † 13. Januar 1979) war ein deutscher Politiker (DP) und langjähriger Bürgermeister von Vorsfelde in Niedersachsen.

## Leben
Max Valentin war der Sohn eines Vorsfelder Landwirts. Nach der Volksschule besuchte er die Jahnsche Realschule in Braunschweig. Dort absolvierte er bei der Deutschen Bank eine Ausbildung zum Bankkaufmann. Diese Tätigkeit übte er bis 1927  in Braunschweig aus und kehrte anschließend in seinen Heimatort zurück, wo er den elterlichen Hof führte. Zeitweise war er Lagerist bei der Konservengenossenschaft Vorsfelde. 1931 trat Valentin in die NSDAP ein.
Nach der Machtergreifung durch die Nationalsozialisten im Frühjahr 1933 wurde der langjährige nationalkonservative Vorsfelder Bürgermeister Franz Schulze (1882–1954), der den Nationalsozialismus ablehnte, im August 1933 abgesetzt und im November 1933 nach dem Gesetz zur Wiederherstellung des Berufsbeamtentums in den Ruhestand versetzt. Auf Vorschlag der Vorsfelder NSDAP-Ortsgruppe und nach Bestätigung durch die Gauleitung des Gaus Südhannover-Braunschweig wurde Max Valentin kommissarisch in das Amt des Bürgermeisters eingesetzt und 1934 ernannt. In der Zeit des Nationalsozialismus hatte er eine Reihe von Funktionen im Ort inne, unter anderem als Standesbeamter und Finanzbevollmächtigter der Kirchengemeinde. Mit dem Ende des Nationalsozialismus wurde Valentin im April 1945 seiner Ämter enthoben. Amerikanische Militärbehörden setzten seinen Vorgänger aus der Zeit der Weimarer Republik Franz Schulze wieder als Bürgermeister ein.
Nach 1945 zog sich Valentin aus dem öffentlichen Leben zurück und führte seinen landwirtschaftlichen Betrieb. 1947 wurde er Präsident der Vorsfelder Schützenbrüderschaft. Bei der Bürgermeisterwahl von 1952 in Vorsfelde kandidierte Valentin auf der Liste der Deutschen Partei für den Gemeinderat und wurde von ihm zum Bürgermeister gewählt. Das Amt hatte er von 1952 bis 1956, von 1958 bis 1961 und von 1964 bis 1972 inne. Im Amt wechselte er sich mit Fritz Weiberg (SPD) ab und begleitete mit ihm die Entwicklung des Ortes langjährig. Max Valentin hatte eine Reihe von Posten inne, unter anderem Vorstandsvorsitzender der Vorsfelder Volksbank (inzwischen in der Volksbank BRAWO aufgegangen), Vorsitzender der Wolfsburger Molkereien in Vorsfelde, Vorsteher des Wasserverbands Vorsfelde, stellvertretender Vorsitzender des Abwasserverwertungsverbandes Vorsfelde sowie Aufsichtsratsmitglied der Landelektrizität Fallersleben und der Ostmilchwerke Uelzen.
Ab 1960 war Valentin Angehöriger des Kreistags des Landkreises Helmstedt. 1964 wurde er dort stellvertretender Landrat.
Die Stadt Vorsfelde verlieh Max Valentin am 30. September 1971 vor ihrer Eingemeindung nach Wolfsburg 1972 das Ehrenbürgerrecht. Nach seinem Tod wurde eine Straße in Vorsfelde nach ihm benannt.